# Felicita Ferrero
Felicita Ferrero (Torino, 31 dicembre 1899 – Torino, 9 febbraio 1984) è stata una giornalista e antifascista italiana.

## Biografia
Nasce a Torino, in barriera di Lanzo, il 31 dicembre del 1899, figlia unica di una famiglia proletaria. Il padre, operario e socialista, lavora alle Officine di Savigliano, mentre la madre lavora in casa cucendo indumenti. Crescendo nella periferia nord ai margini di Torino, nella zona odierna di Borgo Vittoria, vive fin dall’infanzia le forti contraddizioni sociali delle classi popolari: l’alta conflittualità sociale tra le organizzazioni operaie e il padronato si manifestava attraverso scioperi e picchetti davanti alle fabbriche, spesso con violenti scontri con la polizia e i crumiri. L’attività sindacale e politica del padre la portano ad assistere da giovanissima alle discussioni organizzative, strategiche e politiche interne al movimento operaio stesso, tra i socialisti della Cgl (Confederazione generale del lavoro) e gli anarco-sindacalisti dell’Unione sindacale.
Nel periodo che intercorre tra lo scoppio della guerra e l’entrata nel conflitto dell’Italia, assiste ai comizi organizzati dalle donne socialiste, come la dirigente Angelica Balabanoff, rivolti principalmente alle proletarie per convincerle ad assumere posizioni contro l’entrata in guerra dell’Italia nel primo conflitto mondiale. Nell’estate del 1917 assiste ai comizi tenuti da una delegazione socialista russa: sull’onda dell’entusiasmo per lo svolgimento degli eventi nella Russia rivoluzionaria, le agitazioni contro la guerra accresciute dalle condizioni delle classi popolari prendono piede dando luogo alle sollevazioni operaie di Torino dell’agosto 1917. In quel periodo concitato di lotta, frequentando ambienti socialisti, conosce Mario e Rita Montagnana, Luigi Longo e Teresa Noce, futuri quadri dirigenti comunisti. Sempre durante la guerra si iscrive al Circolo giovanile socialista “Primo maggio”, un organismo collaterale per il lavoro di massa che fa riferimento alla sezione cittadina vera e propria del Psi presso la Camera del lavoro. In questo contesto diventa segretaria del gruppo femminile nel proprio rione, iniziando così la sua militanza politica di base, iscrivendosi poi al partito nel 1919. Nella diatriba interna al Partito socialista tra astensionisti ed elezionisti, riguardo alle elezioni politiche di quello stesso anno, si affianca a quest’ultimi.
Il Primo maggio del 1919, con la fondazione dell’«Ordine Nuovo», si avvicina agli ambienti filo bolscevichi e al futuro nucleo comunista, accogliendo con entusiasmo le notizie seppur frammentarie provenienti dalla Russia sovietica, pur assistendo al fallimento delle rivoluzioni in Ungheria, Baviera e nel resto della Germania ad opera degli spartachisti, sconfitti dai Frei Korps e dal governo dei socialdemocratici. Negli anni del Biennio rosso assiste all’esperienza particolarmente ricca nel torinese dei consigli di fabbrica, guidati dai delegati Fiom locali e legati al gruppo dell’«Ordine Nuovo». Il fallimento dell’occupazione delle fabbriche a Torino non fa che inasprire il conflitto tra la dirigenza socialista riformista del partito (e di riflesso quella sindacale) e l’ala rivoluzionaria da cui fuoriuscirà la componente aderente al Comintern.
Nel gennaio del 1921, a seguito del XVII Congresso a Livorno del Partito socialista e alla scissione dei comunisti, aderisce al Partito Comunista d’Italia e nel maggio dello stesso anno viene convocata a Mosca come delegata giovanile al III Congresso dell’Internazionale comunista, partecipando a riunioni rivolte alle donne operaie, avendo così l'opportunità di incontrare ed ascoltare esponenti di primo piano come Lenin, Clara Zetkin, Aleksandra Kollontaj e Trotskij. Tornata in Italia, con l’ascesa del fascismo a rango istituzionale e l’attentato a Mussolini a Bologna nel 1926 si apre la fase di fascistizzazione totale della società e di repressione più decisa del regime, rendendo necessario il passaggio alla clandestinità assoluta: le viene quindi affidato un incarico organizzativo nel Soccorso rosso, la rete solidale di raccolta fondi in aiuto dei comunisti incarcerati dal regime e delle loro famiglie.
Nel luglio del 1927 è arrestata dalla squadra politica dei carabinieri e condotta alle carceri Le Nuove, con l’accusa di avere aderito al Partito comunista e di sostenere economicamente gli antifascisti incarcerati e le loro famiglie. Processata a Roma dal Tribunale speciale, è condannata a 6 anni di reclusione assieme al suo compagno Velio Spano, militante e futuro dirigente del Pci, venendo quindi internata nel carcere femminile di Trani in un vecchio convento riadattato a istituto penale gestito da suore. Qui condivide la cella con Camilla Ravera, la quale però invierà un rapporto segreto al centro estero del partito a Parigi in cui la accusa di aver intrattenuto rapporti accondiscendenti con le suore e di aver presenziato ad alcune funzioni religiose. Scarcerata nel novembre del 1932, a pochi mesi dalla fine della pena, in seguito a una amnistia concessa in occasione del decimo anniversario del regime, torna a Torino riprendendo il lavoro clandestino nel partito, dove tuttavia le viene duramente contestata la sua condotta carceraria debole e remissiva, segno del suo cedimento nei confronti delle suore durante la prigionia, ricevendo una dura nota di biasimo dal partito: una macchia sulla sua carriera di militante comunista che anche in seguito non mancherà di esserle rinfacciata.
Nella primavera del 1933 riesce a espatriare in Francia, raggiungendo il Centro estero del partito a Parigi e nell’estate, a causa del precario stato di salute, emigra in Unione Sovietica appoggiandosi al Soccorso rosso internazionale (Mopr), recandosi in un sanatorio nei dintorni di Mosca. Dopo le cure, lavora prima in una fabbrica di bambole, in seguito è accolta presso il settore italiano della Scuola leninista, dove vengono formati e selezionati i “rivoluzionari di professione”, nonché i futuri quadri dirigenti del movimento comunista internazionale. Anni dopo, in seguito alla sua esperienza in Urss, definirà polemicamente questo istituto come “una fabbrica di stalinisti e di burocrati”. Nel 1934 deposita la domanda di ammissione al Pcus, superando con discreto successo l’esame di ammissione da parte della Commissione di controllo del Comitato centrale, tuttavia non viene ammessa a causa del clima di irrigidimento nel partito in seguito all’assassinio di Sergej Kirov, alto funzionario sovietico e segretario nella regione di Leningrado.
Assunta come redattrice politica al Glavlit, l’ufficio governativo responsabile per la censura della stampa estera, mette a frutto le sue competenze linguistiche del francese, dell’inglese e del tedesco. Durante questa esperienza ha modo di annotare tutta una serie di trattamenti preferenziali elargiti a categorie produttive e sociali: dall’accesso facilitato ai beni di consumo (tessere, spacci riservati a esuli politici) ai servizi (abitazione, ristorazione, sanatori). Questi benefici sono uno dei riflessi della pianificazione economica sovietica, poiché la convergenza di risorse in settori ritenuti strategici per lo sviluppo del paese coinvolgeva tutta la società, tra cui soprattutto i lavoratori: gli anni trenta in Urss sono infatti gli anni del gigantesco sforzo collettivo verso l’industrializzazione.
Durante le grandi purghe del 1936-1938 assiste ai processi inquisitori e all’ondata di arresti che attraversavano trasversalmente tutti gli organi del Pcus, in un clima palpabile di inquietudine e sospetto reciproco, di delazione dettata anche da motivi opportunisti e carrieristi che esacerbano la situazione: molte carriere fulminee si basano infatti su una mobilità sociale ascendente dovuta alla vasta epurazione di quadri dirigenti e agli incarichi vacanti. Nel 1937 nel pieno delle purghe viene licenziata dal Glavlit assieme ai suoi colleghi emigrati politici sull’onda degli arresti e interrogatori, che colpiscono specialmente la componente straniera, vista dalle autorità come potenziale quinta colonna spionistica. Nell’agosto del 1940 è arrestata dall’Nkvd e interrogata con l’accusa di essere stata l'amante di un ex-quadro della scuola leninista bollato come traditore del partito per essere passato al nemico, venendo poi subito rilasciata con l’incarico di informatrice, ruolo che in futuro respingerà sempre di aver effettivamente svolto a danno dei propri compagni e di aver accettato tale ruolo per puro istinto di sopravvivenza.
Viene presto riassunta inizialmente come dattilografa presso la sezione italiana di Radio Mosca, traducendo comunicati e collaborando alla trasmissione dei bollettini di guerra durante il conflitto. Con lo scoppio della guerra nel fronte orientale e l’inizio dell’assedio di Mosca nell’ottobre del 1941, assiste all'evacuazione generale di civili, istituzioni governative e impianti produttivi verso gli Urali, seguendo così seppur per pochi mesi la ricollocazione temporanea a Sverdlovsk del settore radio-propagandistico, facendo poi ritorno a Mosca nel febbraio del 1942.
Nel 1946 ritorna in Italia assieme a molti altri esuli, trovando impiego nella redazione torinese dell’«Unità». Il clima politico all’interno del Pci è profondamente cambiato, così come la società italiana: con la vittoria sovietica sul nazifascismo e il culto di Stalin al suo apogeo, si scontra con una progressiva emarginazione per le sue critiche rivolte all’Urss, notando anche come l’aumento consistente dei tesseramenti non stesse andando di pari passo con la qualità della formazione e del lavoro politico dei militanti, denunciando l’opportunismo di alcuni dirigenti mossi più da obiettivi carrieristi che dalle convinzioni ideologiche.
Nel 1956, in occasione del XX Congresso del Pcus e con l’apertura del processo di revisionismo da parte di Chruščëv, in un clima di sgomento generale nel movimento comunista internazionale, accoglie positivamente le critiche e la negazione delle linee assunte del partito durante la segreteria di Stalin. Nel 1957, a seguito dello scoppio della rivolta d’Ungheria nell’ottobre precedente, decide di abbandonare il partito per le sue posizioni contrarie alla linea ufficiale, opponendosi all’intervento militare delle armate sovietiche e prendendo le difese di Imre Nagy, il principale esponente dell'ala riformatrice del partito comunista ungherese, accusato di defezione e di tradimento da Mosca.
Negli anni sessanta e settanta, ormai anziana, conduce un profilo politico defilato dalle dinamiche partitiche dedicandosi più alle lotte di emancipazione femminile e ai movimenti emergenti. Durante gli anni del suo ritiro dalla politica di partito, decide di mettere su carta le sue esperienze maturate in tutta la sua vita dedicata al servizio della causa comunista: dalla partecipazione ai comizi socialisti contro la guerra alle prime conferenze organizzate dal Comintern fino alla persecuzione da parte del regime fascista e al carcere. Nel libro Il grande gelo descrive in maniera più romanzata la sua esperienza di emigrata politica in Unione Sovietica: attraversando gli anni più duri della società sovietica, affronta il clima di tensione e di caccia al nemico interno. Nel 1978 riesce a far pubblicare, seppure con qualche difficoltà dovuta sia al suo passato comunista che alla sua eterodossia, il libro di taglio autobiografico Un nocciolo di verità, trovando l’ispirazione del titolo in una frase che le rivolse una volta Gramsci in tono semiserio: «In quel che dico io c’è solo un nocciolo di verità. Sta all’intelligenza del mio interlocutore distinguere il vero dal falso».
Nel 1983, nel rilasciare la sua ultima intervista, esprime tutte le sue considerazioni sul “mito della patria del socialismo reale”, criticando non solo la segreteria di Stalin e le contraddizioni politiche presenti nella società sovietica, ma arrivando anche a criticare la conduzione complessiva della lotta politica per il potere nel processo rivoluzionario, rinnegando la concezione leniniana del partito e di fatto mettendo in discussione la sua organicità rispetto allo stato operaio. Passa gli ultimi anni della sua vita in un modesto appartamento a Torino, morendo nel febbraio del 1984.

## Opere principali
- Il grande gelo (sei racconti autobiografici), Edizioni dell'Albero, Torino, 1967
- Un nocciolo di verità [a cura di Rachele Farina], Edizioni La Pietra, Milano, 1978, ASIN: B0000E9WKG